# 诺尔赫·路易斯·贝拉
诺尔赫·路易斯·贝拉（西班牙語：Norge Luis Vera，1971年10月3日—），古巴棒球运动员。他曾代表古巴参加2000年、2004年和2008年夏季奥林匹克运动会棒球比赛，获得一枚金牌和二枚银牌。